# Alexandru Birkle
Alexandru Birkle, cunoscut, de asemenea, ca Alexandru Bircle, (n. 1896 – d. 1986, New York City, New York, SUA) a fost un medic legist român.
A fost member a celor două comisii medical internaționale a căror membri, în 1943, la invitația ocupantului german, au realizat autopsiile victimelor masacrului de la Katyn și a masacrului de la Vinița, ca urmare fiind persecutat de NKVD, poliția secretă sovietică.

## Biografie

### Perioda antebelică
Predecesorii lui Birkle au emigrat din Austria la București. In 1916, se înrolează voluntar în Armata Română în timpul Primului Război Mondial și este luat prisoner de război de către austrieci
Între 1919 și 1925 a studiat medicina la București, specializându-se în medicina legală. După primul loc de muncă, la Brașov, a fost angajat la Institutul Național de Medicină Legală din București.

### Perioada celui de-al Doilea Război Mondial
După ce și-a luat doctoratul, a condus institutul începând cu 1942, fiind subordonat direct Ministerului Justiției din România.
În aprilie 1943, ministrul justiției la inclus în Comisia Medicală Internatională de la Katyn, care la invitația ministrului german al sănătății, Leonardo Conti, investiga gropile comune a mai mult de 4.000 de ofițeri și cadeți polonezi în pădurea Katîn. A semnat raportul final, redactat de profesorul maghiar Ferenc Orsós, care a datat execuțiile în masă în primăvara lui 1940, indirect atribuind crimele poliției secrete sovietice NKVD.
Pe lângă Orsós, Birkle a fost singurul membru a Comisiei Katyn care a participat, în iulie 1943, la examinarea gropilor comune cu victime ucrainene de la Vinița. Experții internaționali au concluzionat de asemenea că acestea au fost crime ale NKVD care au avut loc în perioada Marii Terori din 1937/38.
Datorită implicării în ambele comisii, Birkle a fost căutat NKVD după ce Armata Roșie a intrat în București, la finalul lui august 1944. S-a ascuns câteva luni la prieteni. Poliția secretă română, Securitatea, i-a reținut soția și fiica timp de o lună dar ele nu au dezvăluit ascunzătoarea.

### Perioada postbelică
În vara lui 1945, rudele sale au procurat un pașaport fals care i-a permis să fugă în Europa de Vest. Din Franța a ajuns în Argentina și de acolo s-a mutat în Peru, în Lima, în 1946, unde a primit titlul de profesor în medicina legală. Tot în 1946, un tribunal militar l-a condamnat în absență la 20 de ani de muncă silnică pentru "colaboraționism".
La începutul lui 1952 a fost audiat ca martor anonim în fața Comitetului Madden, un comitet al Camerei Reprezentanților a Statelor Unite ale Americii, care investiga masacrul de la Katyin. Cu toate astea autoritățile române au aflat accest fapt iar o instanță din București le-a condamnat pe soția și fiica lui la cinci ani de muncă silnică pentru vina de a fi "colaborat cu inamicii statului". După moartea lui Stalin, în 5 martie 1953, sentința le-a fost redusă la jumătate.
În vara lui 1952, Birkle a suferit un accident de circulație sever în Statele Unite, a cărui cauze nu au putut fi clarificate. După însănătoșire a rămas în SUA unde a lucrat ca și psihiatru. A decedat în 1986, la New York, fără să-și fi revăzut vreodată familia.
După moartea sa, o agentă a Securității, care a pretins a fi fiica sa a încercat să obțină moștenire sa din SUA. Adevărata fiică a aflat despre acest fapt odată cu prăbușirea sistemului comunist în România, când a accesat dosarul ei de la Securitate. Autoritățile române le-au reabilitat în 1992.